# Coffea benghalensis
Coffea benghalensis är en måreväxtart som beskrevs av Benjamin Heyne och Schult.. Coffea benghalensis ingår i släktet Coffea och familjen måreväxter.

## Underarter
Arten delas in i följande underarter:
- C. b. bababudanii
- C. b. benghalensis